# چارلز لنگ
چارلز لنگ (انگلیسی: Charles Lang زاده ۲۷ مارس ۱۹۰۲ – درگذشته ۳ آوریل ۱۹۹۸) یک فیلمبردار آمریکایی بود.

## جوایز
وی ۱۸ بار نامزد دریافت جایزه اسکار بهترین فیلمبرداری شد و تنها یک بار در سال ۱۹۳۲ برای فیلم وداع با اسلحه برنده این جایزه شد.

## فیلم‌شناسی
- سارا و پسرش (۱۹۳۰)
- برای اثبات بی‌گناهی (۱۹۳۰)
- تام سایر (فیلم ۱۹۳۰) (۱۹۳۰)
- وداع با اسلحه (فیلم ۱۹۳۲) (۱۹۳۲) برنده جایزه اسکار بهترین فیلمبرداری ششمین دوره جوایز اسکار
- آن زن به او بد کرد (۱۹۳۳)
- میسیسیپی (فیلم) (۱۹۳۵)
- زندگی بنگال لانسر (فیلم) (۱۹۳۵)
- فرشته (فیلم ۱۹۳۷) (۱۹۳۷)
- تو و من (فیلم ۱۹۳۸) (۱۹۳۸)
- نیمه‌شب (فیلم ۱۹۳۹) (۱۹۳۹)
- باک بانی دوباره می‌راند (۱۹۴۰)
- چکاوک (فیلم ۱۹۴۱) (۱۹۴۱)
- بانو نقشه‌هایی دارند (۱۹۴۲)
- خشم صحرا (۱۹۴۷)
- روح و خانم میور (۱۹۴۷)
- تک‌خال در حفره (۱۹۵۱)
- ترس ناگهانی (۱۹۵۲)
- تعقیب بزرگ (۱۹۵۳)
- سالومه (فیلم ۱۹۵۳) (۱۹۵۳)
- سابرینا (۱۹۵۴) نامزد جایزه اسکار بهترین فیلمبرداری بیست و هفتمین دوره جوایز اسکار
- مردی از لارامی (۱۹۵۵)
- باد وحشی است (۱۹۵۷)
- برگ‌های پاییزی (فیلم) (۱۹۵۶)
- جدال در اوکی کرال (فیلم) (۱۹۵۷)
- میزهای تک‌نفره (۱۹۵۸)
- بعضی‌ها داغشو دوست دارن (۱۹۵۹)
- آخرین قطار گان هیل (۱۹۵۹)
- خط دراز طوسی (۱۹۵۵)
- هفت دلاور (۱۹۶۰)
- تابستان و دود (فیلم) (۱۹۶۱)
- سربازهای یک چشم (۱۹۶۱)
- چگونه غرب تسخیر شد (۱۹۶۳)
- معما (۱۹۶۳)
- سکس و دختر تنها (فیلم) (۱۹۶۴)
- پاریس در تب‌وتاب (۱۹۶۴)
- درون دیزی کلاور (۱۹۶۵)
- چگونه یک‌میلیون بدزدیم (۱۹۶۶)
- هتل (فیلم ۱۹۶۷) (۱۹۶۷)
- تا تاریکی صبر کن (۱۹۶۷)
- گل کاکتوس (فیلم) (۱۹۶۹)
- باب و کارول و تد و آلیس (۱۹۶۹) نامزد جایزه اسکار بهترین فیلمبرداری چهل و دومین دوره جوایز اسکار
- پیاده‌روی در باران بهاری (۱۹۷۰)
- ۴۰ قیراط (فیلم) (۱۹۷۳)
- Arise, My Love نامزد جایزه اسکار بهترین فیلمبرداری سیزدهمین دوره جوایز اسکار
- A Foreign Affair نامزد جایزه اسکار بهترین فیلمبرداری بیست و یکمین دوره جوایز اسکار
- The Right to Love نامزد جایزه اسکار بهترین فیلمبرداری چهارمین دوره جوایز اسکار
- Butterflies Are Free نامزد جایزه اسکار بهترین فیلمبرداری چهل و پنجمین دوره جوایز اسکار